# Richard Kauffmann

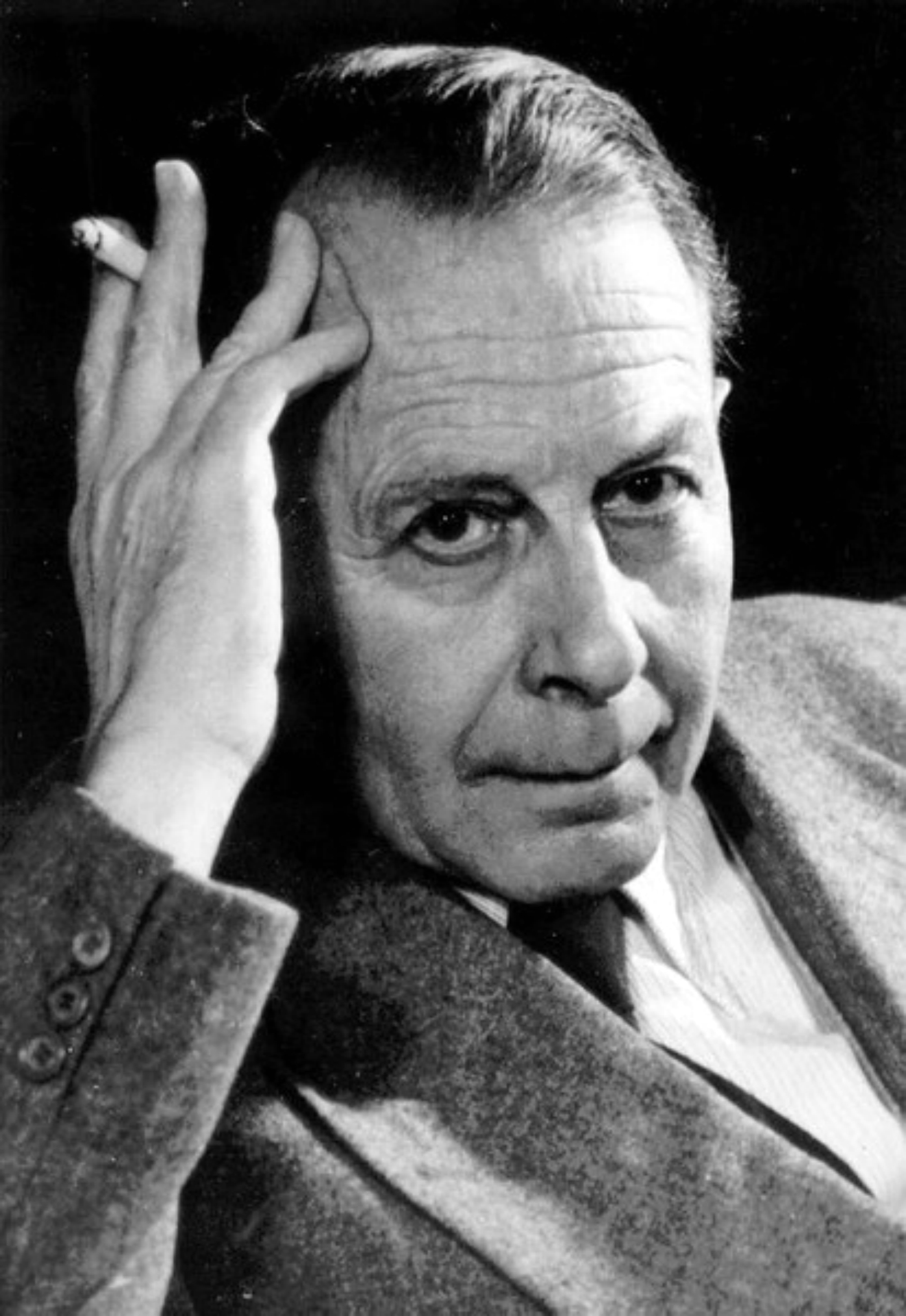
Richard Kauffmann in den 1950ern

Richard Kauffmann (hebräisch רִיכַרְד קַאוּפְמַן; * 20. Juni 1887 in Frankfurt am Main; † 3. Februar 1958 in Jerusalem), war ein deutscher Architekt, der 1920 nach Palästina auswanderte und sich dort als Architekt, Siedlungs- und Stadtplaner hervortat. Er gehörte zu einer Gruppe von Architekten, die die Prinzipien des Bauhauses für die levantinische Landschaft adaptierten und damit die architektonische Grundlage für den entstehenden Staat Israel legten. Er wurde als Planer des Moschavs Nahalal und des Viertels Weiße Stadt in Tel Aviv-Jaffa bekannt.

## Leben
Richard Isaak Kauffmann wurde 1887 in Frankfurt am Main als Sohn des Kaufmanns Heinrich Isaak und seiner Gattin Helene, geb. Bleiweiß, geboren. Als Jugendlicher gründete und leitete Kauffmann in Frankfurt eine Ortsgruppe des zionistischen Blau-Weiß-Bunds, einer Wandervogel-Bewegung jüdischer Jugendlicher. Zunächst lernte er Malerei an der Städelschen Kunstschule in Frankfurt am Main. Doch auf Drängen seines Vaters wählte er eine Ausbildung, die eher eine bürgerliche Existenz versprach. Ab 1907 studierte er Architektur an der Technischen Hochschule Darmstadt. Im folgenden Jahr wechselte er nach Amsterdam, bevor er 1909 an die Technische Hochschule München ging, wo er das neue Fach Städtebau bei Theodor Fischer belegte. Weitere seiner Lehrer waren Paul Pfann, Heinrich von Schmidt und Friedrich von Thiersch. Nebenher malte er Landschaften im Atelier Hans von Hayeks in Dachau.
Er beendete seine Studien 1912 in München. Erste praktische Erfahrungen sammelte er bei Georg Metzendorf in Essen, der damals mit der Gartenstadt Hüttenau die erste Gartenvorstadt nach den Ideen Ebenezer Howards in Deutschland baute. 1914 eröffnete er sein eigenes Architekturbüro in Frankfurt, wurde aber schon 1915 zum Kriegsdienst eingezogen.
Im Ersten Weltkrieg diente Kauffmann zunächst an der Westfront bei Verdun, wurde später aber an die Ostfront verlegt. Im wolhynischen Kowel erlebte er 1917 erstmals ein Schtetl. Das selbstverständliche jüdische Bewusstsein seiner Bewohner beeindruckte Kauffmann. Im Krieg freundete er sich mit den Zionisten Fritz Kornberg (1889–1944) und Fritz Fischl (1890–??) an, die er im Dienst kennenlernte. Unter dem Eindruck der Wohnverhältnisse im Schtetl beteiligte sich Kauffmann an einem Wettbewerb für einen Bebauungsplan der Gartenstadt Raigorod bei Charkow, das damals dem Oberbefehlshaber der gesamten deutschen Streitkräfte im Osten unterstand, wobei er den ersten Preis gewann.
Nach dem Krieg demobilisiert, trat er eine Stelle bei einem führenden Architekturbüro in Christiania an, das ihm unter 50 Bewerbern den Vorzug gegeben hatte. Kauffmann erlebte die Periode in Norwegen als Zeit seiner beruflichen Reife. Er nahm an großen architektonischen und stadtplanerischen Projekten in Christiania, Bergen und Stavanger teil und gewann Anerkennung und auch Preise. Ein Angebot zum Eintritt in die Firma als Teilhaber schlug er aber aus.
Arthur Ruppin, der das 1908 geschaffene Palästinaamt (המשרד הארצישראלי; später Sochnut (הסוכנות)) in Jaffa leitete und dessen Bekanntschaft Kauffmann 1919 gemacht hatte, bot ihm die Leitung des in Jerusalem gegründeten Planungsbüros des Jischuvs (in britischer Zeit: Palestine Land Development Company; הכשרת הישוב) beim Palästinaamt an. Im August 1920 wanderte Kauffmann – als Teil der Dritten Alija – nach Palästina ein und trat die leitende Stelle in Jerusalem an.
Dort eröffnete er auch wieder ein eigenes Architekturbüro, wofür er 1921 Lotte Cohn als Assistentin anwarb. 1922 heiratete er seine Frau Bath-Scheva, mit der er zwei Töchter bekam. Im Zuge seiner Tätigkeit bereiste er weite Teile des Heiligen Landes, wobei er die verschiedenen Landschaften für ihre Schönheit liebte, der er sich in seiner romantischen Neigung zu landschaftlicher Schönheit stets verpflichtet fühlte, wenn er durch seine Pläne gestaltend eingriff. Auch nach seinem Ausscheiden aus dem Planungsbüro 1932 blieb er dessen Wirken als externes Mitglied in deren Planungskommissionen verbunden.

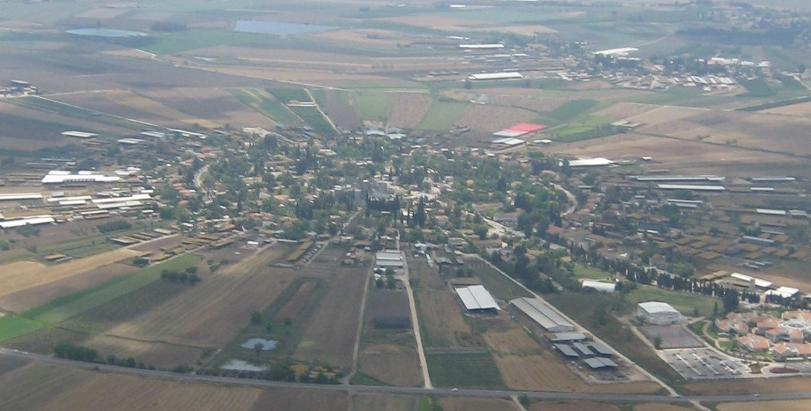
Moschav Nahalal in der Jesreelebene, angelegt nach Kauffmanns Plänen

Seine erste Aufgabe fürs Planungsbüro war die Planung des Moschav Ovdim Nahalal in der Jesreelebene 1921. Die genossenschaftlichen Ideen Eliʿeser Joffes setzte Kauffmann in seiner räumlichen Gestaltung um. Sein Modell einer runden Stadtkrone auf dem Hügel Nahalals weist dabei Parallelen zu Ideen Camillo Sittes und Bruno Tauts auf. Kauffmann entwarf auch die Pläne für die Anlage von Kibbuzim verschiedener politischer Ausrichtungen, wobei er die räumliche Trennung der Funktionen wie gemeinsames Essen der Kibbuznikim (Speisesaal), Wohnen der Erwachsenen und der Kinder (damals meist in der Obhut von Metaplot im Kinderhaus), Verwaltung, Werkstätten und Lager sowie Ställe vorsah. Grünanlagen verbanden die Nutzungszonen zu einem einheitlichen Ganzen. Kauffmann initiierte und entwarf, meist allein, einen architektonischen Masterplan für viele neue Kibbuzim und Moschavim in der Jesreelebene, bekannt sind vor allem ʿEin Charod, Kfar Jehoschuʿa, Degania Alef, Beth Sera (Beit Zera), Kfar Jechesqel und eben Nahalal.
Seine Entwürfe für ländliche Siedlungen, denen seine besondere Neigung galt, waren jeweils individuell auf die Landschaft und die Vorgaben der Kibbuzim oder Moschavim abgestimmt und berücksichtigten lokale klimatische Gegebenheiten, um Wohnhäusern und anderen Bauten beste Belüftung zu sichern und Belästigungen durch Werkstätten oder Ställe zu vermeiden. Die Schule im Kibbuz Degania Alef errichtete Kauffmann 1928 mit geneigtem doppeltem Dach, damit nur das obere von der Sonne erhitzt würde, das untere über den Nutzräumen aber stets im Schatten läge und der sich bildende Luftstrom zwischen den Dächern einen kühlenden Effekt für den Bau darunter erzeugen würde. Überstehende Dachelemente verhindern eine direkte Sonneneinstrahlung in die Räume. 1926 baute er in Sodom Wohnhäuser für die Arbeiter der Palestine Potash Company, die den besonderen Bedingungen dieser heißen und unterhalb des Meeresspiegels gelegenen Gegend Rechnung trugen. Die Arbeiterhäuser haben große überdachte Balkons an den Schlafzimmern, um tagsüber Schatten, aber auch Raum fürs Übernachten in nächtlicher Kühle zu bieten. Das 1927 nach  Plänen von Kauffmann errichtete Gründerhaus in Beth Sera (Beit Zera) bildete zusammen mit zwei zwei Jahre später gebauten Kinderhäusern das Ensemble The Founder's Yard. Dieses Ensemble wurde vor einigen Jahren von der UNESCO und dem israelischen Rat für die Erhaltung historischer Stätten als historische Stätte anerkannt.

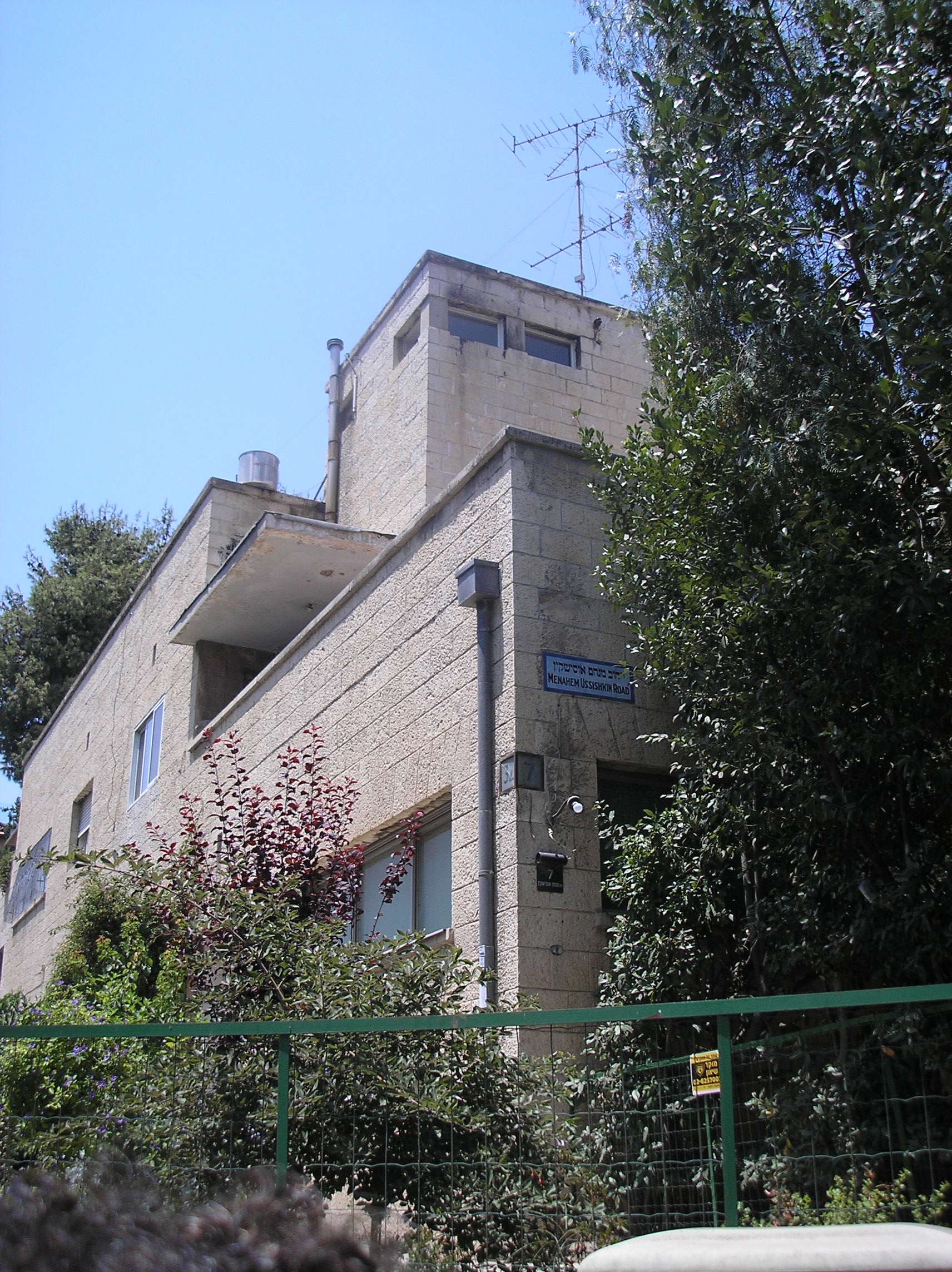
Beith Machanajim in Rechavia (Jerusalem), 1931 von Kauffmann für Menachem Ussishkin errichtet

Anders als sein Kollege Alex Baerwald pflegte Kauffmann einen schlichten modernen Stil und lehnte orientalisierende Elemente wie Arkaden, Bögen und Kuppeln ab. Auch verspielte Baudetails – wie runde Erker – seines Kollegen Erich Mendelsohn, den er aus Studienzeiten kannte, betrachtete Kauffmann als unnötige Schnörkel. Die strikte britische Bauverordnung Ronald Storrs’ von 1918, nach der alle Neubauten in Jerusalem mit Fassaden aus rechteckigen gemeißelten Natursteinen (Meleke) zu verkleiden waren, empfand Kauffmann als einengend und wusste sie z. B. beim Hause Pomeranz 1932 zu umgehen. Er ließ die Fassaden teils mit glatten Natursteinen verkleiden, beließ die Stützen und Gesimse jedoch in Sichtbeton, wodurch das Haus als Bau der Moderne herausstach. Kauffmann entwarf auch für viele weitere private Bauherren Pläne für deren Häuser und nahm an vielen Ausschreibungen teil.

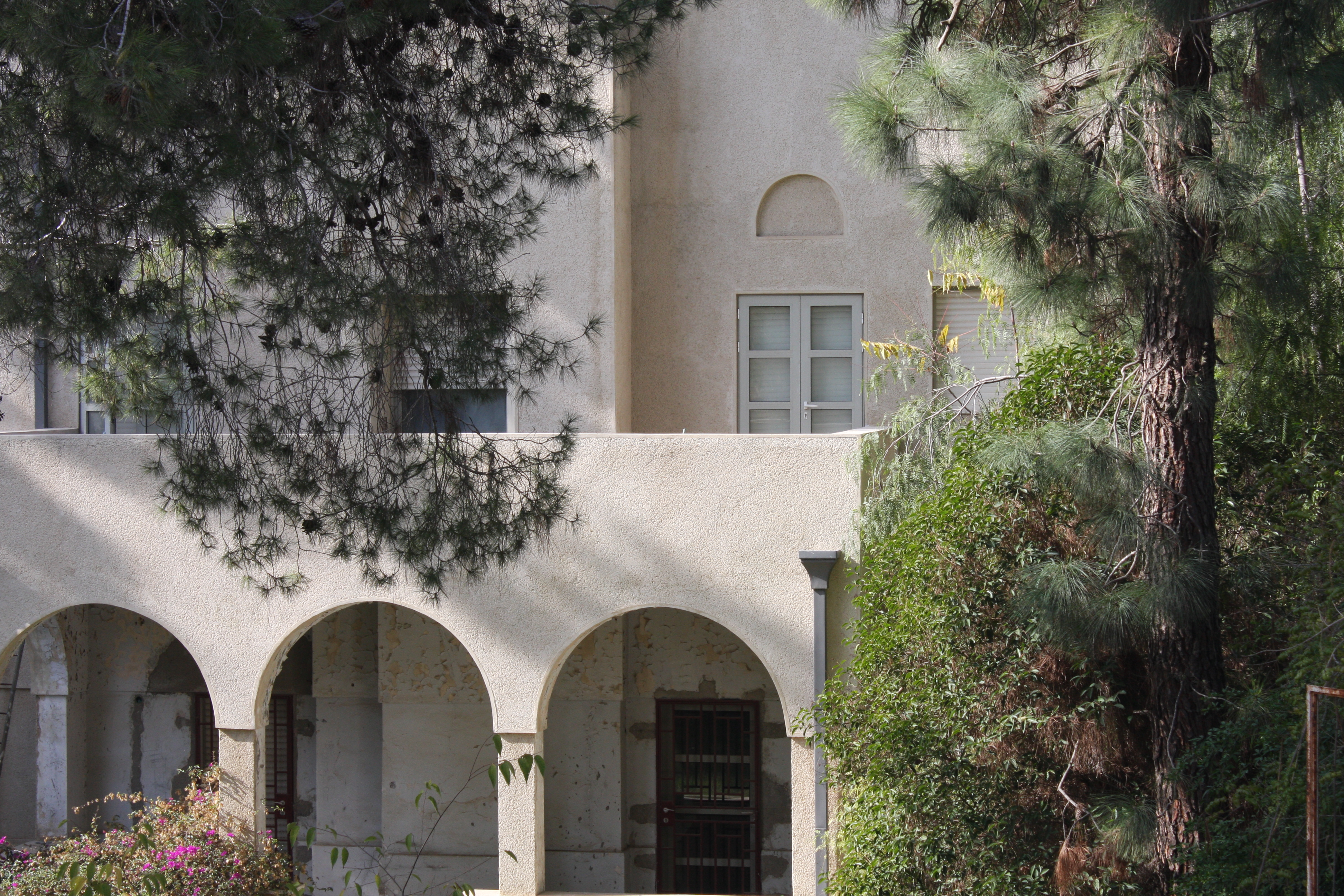
Beit Aghion in Rechavia (Jerusalem), 1936–1938 von Kauffmann für Edward Aghion erbaut, seit 1974 Residenz der israelischen Ministerpräsidenten

1921 übernahm er erstmals die Planung einer Gartenvorstadt, des heutigen Jerusalemer Stadtteils Talpioth. Er führte Terrassenstraßen um die Anhöhe Talpioths hinauf bis zur Kuppe, wo Kauffmann öffentliche Bauten für Kultur und Erziehung vorsah. Die Palestine Land Development Co. hatte von den Herren Amin Nassif und Matari ein Dünengelände am Mittelmeer nördlich der Tel Aviver Allenby-Straße bis etwa zum heutigen Rechov Mapu und östlich etwa bis zum heutigen Rechov Ben-Jehuda reichend erworben und Kauffmann beauftragt, die Planung zu übernehmen. Sein Plan vom Juli 1921 wurde von Patrick Geddes nicht in den 1925 bis 1929 ausgearbeiteten Geddes-Plan zum Ausbau Tel Avivs nach Norden übernommen. 1927 berief die britische Mandatsregierung Kauffmann in die palästinensische Stadtplanungskommission. Für die Levante-Messen (1932–1934) in Tel Aviv entwarf er viele Pavillons. Größere Architekturprojekte Kauffmanns waren unter anderem der Campus der Hebräischen Universität auf dem Berge Skopus, den er mit Ossip Klarwein und Heinz Rau entwarf. Auch das Kinder- und Jugenddorf Ben Shemen entstand ab 1927 nach seinen Plänen. In dem beschränkten Wettbewerb um den Bau des Beit Hadar in Tel Aviv, zu dem Kauffmann und drei Berufsgenossen eingeladen war, machte 1935 sein ehemaliger Mitarbeiter, der inzwischen selbständige Architekt Carl Rubin das Rennen.
Kauffmann entwarf die Pläne für verschiedene neue oder stark erweiterte Städte, z. B. Afula und Herzlia, sowie neue Viertel wie Talpioth, Rechavia (Nord), Beith HaKerem und Kirjat Mosche in Jerusalem und Hadar HaKarmel, Neweh Schaʾanan, Bat Gallim und Karmel Mitte in Haifa oder die Weiße Stadt in Tel Aviv. Die American Zion Commonwealth Ltd. gab Kauffmann den Auftrag, für Afula einen Entwicklungsplan zu erstellen. Kauffmann nahm die zentrale Lage Afulas an Verkehrswegen und nahe an der produktiven Landwirtschaft in der Jesreelebene als Ausgangspunkt, um es zu einer Stadt als Standort zentraler Dienste für die Landwirtschaft (Landmaschinenhandel, Mühlen, Silos, Agrarveredelung) zu entwickeln. Die nach seinen Plänen abgesteckten Grundstücke wurden 1925/1926 an wohlmeinende Investoren in Nordamerika verkauft, die meist nicht bauten und entwickelten, sondern das Land – auch wegen der Großen Depression – nur hielten. Der Staat Israel hatte die amerikanischen Eigentümer der unbebauten Grundstücke dann nach 1948 enteignet, um sie selbst zu entwickeln, doch Afula wurde nicht das, was Kauffmann erwartet hatte. Die neue Randlage mit abgeschnittenen Verkehrswegen, in die Afula durch das Waffenstillstandsabkommen von 1949 geraten war, nahm ihm seinen geographischen Vorteil und die ländlichen Siedlungen des Jesreelebene hatten längst selbst für die benötigten zentralen Dienste Einrichtungen in eigener Regie geschaffen.
Die fünfte Alija, durch Hitlers antisemitische Politik befördert, brachte viele neue Aufgaben für Kauffmann, doch auch Hilferufe entwurzelter Menschen und Einwanderungswilliger, denen es an dem von der Mandatsregierung verlangten mitzubringenden Mindestvermögen mangelte. Kauffmann gab manchem das fehlende Geld, das ihm selbst nicht viel bedeutete. 1937, zu seinem 50. Geburtstag, wurde er mit einer großen Feier geehrt. Die Schule für Kunsthandwerk Bezalel ehrte ihn 1947 mit einer Ausstellung zu seinen Werken. Er wurde mit dem Ehrentitel „Erbauer Israels“ bedacht. Nach der Gründung Israels verdrängten junge Absolventen des Technions Kauffmann und gleichaltrige Kollegen, so dass er in seinen letzten Lebensjahren wenige Aufträge hatte. Er starb 1958 nach schwerer Krankheit in Jerusalem. Die dortige Straße Rechov haAdrichal (רחוב האדריכל ‚Straße des Architekten‘) ist im Untertitel Kauffmann gewidmet. Sein Grab befindet sich auf dem Har HaMenuchot im Westen Jerusalems.